# 2102 Tantalus
A 2102 Tantalus (ideiglenes jelöléssel 1975 YA) egy földközeli kisbolygó. Charles T. Kowal fedezte fel 1975. december 27-én.